# Битва под Гузовом
Битва под Гузовом (пол. Bitwa pod Guzowem) — сражение польской гражданской войны, так называемого Рокоша Зебжидовского, в ходе которого 6 июля 1607 года королевские войска нанесли поражение отрядам восставшей польской шляхты. В сражении свой полководческий талант проявили гетманы Жолкевский и Ходкевич.
Когда армия повстанцев двинулась из Варки через Радом в Шидловец и Краков, ее путь был заблокирован королевской армией. Королевская армия обошла лагерь повстанцев и заняла позиции на пологом холме, обращенном на юго-запад. Из-за разногласий между гетманами войско короля Сигизмунда III было разделено на три части, каждая в два эшелона. На правом фланге стояла литовские войска под командованием ее гетмана Яна Кароля Ходкевича. В центре, где стояли частные отряды сторонников короля, командовал Ян Потоцкий. Войска Короны стояли на левом фланге под командованием Станислава Жолкевского и артиллерии. В тылу королевской армии был размещен арьергард, задачей которого была охрана короля.
Силы повстанцев расположились на болотистой равнине фронтом на северо-восток. Группа Гербурта стояла на правом крыле, Зебжидовский занимал центр, а группа Радзивилла заняла левое крыло.
Первоначально кавалерия Радзивилла разбила войска Ходкевича, благодаря чему достигла места, где находился король Сигизмунд III. В конце концов Радзивилл был отбит огнем пехоты. В центре обе сражающиеся стороны посчитали себя побежденными и отошли с поля боя. Исход битвы решила атака левого крыла королевской армии, где кварцяные войска Жолкевского столкнулись с венгерской пехотой Гербурта. Венгерская пехота отразила первую атаку, но когда во второй атаке приняла участие иностранная пехота, правое крыло повстанцев было разбито. В это же время второй эшелон войск Яна Потоцкого начал наступление в центре, мятежники запаниковали, и вся их армия рассеялась.
Восставшие поспешно отступили к Илже, а Сигизмунд III Ваза перебрался в Ороньско, где, пробыв два дня, издал королевский универсал. Несмотря на проигранное сражение, повстанцы добились своего, т. е. помешали укреплению королевской власти и реформе государства. Это способствовало углублению слабости Речи Посполитой.